# Кажемское общество
Кажемское общество — сельское общество, входившее в состав Шунгской волости Повенецкого уезда Олонецкой губернии.

## Общие сведения
Общество объединяло населённые пункты Заонежья, расположенные на берегах залива Святуха Онежского озера и на прилегающих территориях.
Волостное правление располагалось в селении Шунгский погост.
В настоящее время территория Кажемского общества относится к Кондопожскому и Медвежьегорскому районам Карелии.

## Населённые пункты
Согласно «Спискам населённых мест Олонецкой губернии» по переписям 1873 и 1905 годов общество состояло из следующих населённых пунктов:
| №  | Населённый пункт Название реки или озера, на котором расположено поселение            | Расстояние до волостного правления в вёрстах | По переписи 1873 года | По переписи 1873 года | По переписи 1905 года | По переписи 1905 года |
| №  | Населённый пункт Название реки или озера, на котором расположено поселение            | Расстояние до волостного правления в вёрстах | Количество семей      | Всего жителей         | Количество семей      | Всего жителей         |
| -- | ------------------------------------------------------------------------------------- | -------------------------------------------- | --------------------- | --------------------- | --------------------- | --------------------- |
| 1  | Кажма, при губе Святухе Онежского озера                                               | 13                                           | 17                    | 92                    | 30                    | 182                   |
| 2  | Буйносова, при губе Святухе Онежского озера                                           | 7                                            | 6                     | 54                    | 5                     | 37                    |
| 3  | Одинцова, при губе Святухе Онежского озера                                            | 8                                            | 5                     | 37                    | 12                    | 52                    |
| 4  | Дорохова (Гридевщина), при губе Святухе Онежского озера                               | 8                                            | 5                     | 31                    | 4                     | 34                    |
| 5  | Якшина, при губе Святухе Онежского озера                                              | 8                                            | 3                     | 37                    | 6                     | 42                    |
| 6  | Никонова-губа (Побережье), при губе Святухе Онежского озера                           | 11                                           | 5                     | 39                    | 7                     | 55                    |
| 7  | Басина (Побережье), при губе Святухе Онежского озера                                  | 9                                            | 5                     | 39                    | 8                     | 52                    |
| 8  | Аксенькова (Побережье), при губе Святухе Онежского озера                              | 9                                            | 4                     | 31                    | 6                     | 49                    |
| 9  | Фешкова (Побережье), при губе Святухе Онежского озера                                 | 8                                            | 8                     | 52                    | 11                    | 53                    |
| 10 | Скоморохова (Побережье), при губе Святухе Онежского озера                             | 8                                            | 6                     | 31                    | 7                     | 57                    |
| 11 | Шелойникова (Побережье), при губе Святухе Онежского озера                             | 10                                           | 7                     | 33                    | 10                    | 55                    |
| 12 | Клюшева (Клишова), при губе Святухе Онежского озера                                   | 8                                            | 5                     | 31                    | 8                     | 46                    |
| 13 | Фомина, при губе Святухе Онежского озера                                              | 5                                            | 11                    | 42                    | 12                    | 81                    |
| 14 | Крестная-гора, при реке Пирике (Цилореке)                                             | 4                                            | 5                     | 43                    | 11                    | 53                    |
| 15 | Цилонова (Цилополь, Цыло-Поле), при реке Пирике (Цилореке)/при озере Цилополе         | 6                                            | 6                     | 45                    | 5                     | 28                    |
| 16 | Соловарова, при губе Святухе Онежского озера                                          | 6                                            | 6                     | 30                    | 5                     | 28                    |
| 17 | Курникова, при губе Святухе Онежского озера                                           | 7                                            | 7                     | 39                    | 6                     | 21                    |
| 18 | Горы у мельниц, при реке Чужмуксе                                                     | 8                                            | 3                     | 13                    | 5                     | 23                    |
| 19 | Чужмукса (Кайдушева), при реке Чужмуксе                                               | 8                                            | 1                     | 9                     | 1                     | 11                    |
| 20 | Баев наволок, при губе Святухе Онежского озера                                        | 10                                           | 1                     | 28                    | 9                     | 50                    |
| 21 | Анисимовщина (Кяпячина), при губе Святухе (Нявгарь-губе) Онежского озера              | 10                                           | 6                     | 9                     | 1                     | 4                     |
| 22 | Вех-наволок (Вер-наволок), при губе Святухе Онежского озера                           | 7                                            | 3                     | 35                    | 2                     | 10                    |
| 23 | Коробейникова, при озере Валгомозере                                                  | 3                                            | 5                     | 14                    | 3                     | 28                    |
| 24 | Лахнова, при озере Валгомозере                                                        | 3,5                                          | 10                    | 45                    | 8                     | 59                    |
| 25 | Клочева, при озере Валгомозере                                                        | 5                                            | 6                     | 35                    | 6                     | 52                    |
| 26 | Енина-гора                                                                            | 6                                            | 5                     | 29                    | 5                     | 29                    |
| 27 | Глухая (Глухинская), при губе Святухе Онежского озера                                 | 7                                            | 7                     | 58                    | 10                    | 75                    |
| 28 | Летние-Юрьевичи (Летние Юрьевицы), при губе Святухе Онежского озера                   | 7,5                                          | 3                     | 9                     | 2                     | 15                    |
| 29 | Никонова-гора                                                                         | 5                                            | 5                     | 35                    | 7                     | 56                    |
| 30 | Торицына, при озере Валгомозере                                                       | 6                                            | 7                     | 53                    | 10                    | 79                    |
| 31 | Новоселова (Новосельга)                                                               | 7                                            | 3                     | 25                    | 4                     | 21                    |
| 32 | Северные-Юрьевичи, при губе Святухе Онежского озера                                   | 7                                            | 3                     | 30                    | 4                     | 21                    |
| 33 | Бичь-наволок (Ричь-наволок), при Онежском озере                                       | 7                                            | 10                    | 67                    | 13                    | 54                    |
| 34 | Шунгский-наволок (Сигова), при Кефтень-губе Онежского озера                           | 13                                           | 5                     | 33                    | 7                     | 47                    |
| 35 | Ерковщина (Мироновцы), при Кефтень-губе Онежского озера                               | 14                                           |                       |                       | 2                     | 11                    |
| 36 | У Камня (Ерковщина), при Кефтень-губе Онежского озера                                 | 14                                           | 2                     | 11                    | 1                     | 4                     |
| 37 | Гладкий бор (Ступина), при Онежском озере                                             | 10                                           | 5                     | 21                    | 5                     | 28                    |
| 38 | Богатковщина (Рогатковщина, Серебрянникова, Фокина), при губе Святухе Онежского озера | 7                                            | 2                     | 32                    | 5                     | 28                    |
| 39 | Екимова-гора (Хрыль, Хрылева), при губе Святухе Онежского озера                       | 13                                           | 1                     | 13                    | 3                     | 20                    |
| 40 | Новик-остров (Юрковцы), при Кефтень-губе Онежского озера                              | 12                                           | 2                     | 17                    | 3                     | 22                    |
| 41 | Диановы-горы                                                                          | 21                                           | 7                     | 59                    | 12                    | 88                    |
| 42 | Суслонов-Наволок (Федотова), при Кефтень-губе Онежского озера                         | 47                                           | 1                     | 15                    | 4                     | 29                    |
| 43 | Мурой-Наволок (Мура-губа, Сирина), при Кефтень-губе Онежского озера                   | 10                                           | 5                     | 21                    | 4                     | 25                    |
| 44 | Кефтеницы, при Кефтень-губе Онежского озера                                           | 9                                            | 22                    | 150                   | 29                    | 194                   |
| 45 | Турастомозеро (Оловянникова), при озере Турастомозере                                 | 19                                           | 2                     | 12                    | 4                     | 34                    |
| 46 | Есина, при Кефтень-губе Онежского озера                                               | 11                                           | 13                    | 87                    | 15                    | 87                    |
| 47 | Часовенская, при Кефтень-губе Онежского озера                                         | 12                                           | 4                     | 22                    | 4                     | 29                    |
| 48 | Каблукова, при озере Вандезере (Ванжезере)                                            | 15                                           | 1                     | 7                     | 1                     | 6                     |
| 49 | Тережье, при озере Вандезере (Ванжезере)                                              | 20                                           | 4                     | 32                    | 5                     | 37                    |
| 50 | Варнеж-губа (Важмар-губа), при озере Вандезере (Ванжезере)                            | 15                                           | 7                     | 48                    | 8                     | 59                    |
| 51 | Конец Варнеж-губы, при озере Вандезере (Ванжезере)                                    | 15                                           |                       |                       | 1                     | 4                     |
| 52 | У Шелеха (Ушелеха), при озере Ладмозере                                               | 21                                           | 2                     | 12                    | 2                     | 14                    |
| 53 | Ладмозеро, при озере Ладмозере                                                        | 22                                           | 10                    | 58                    | 9                     | 77                    |
| 54 | Бережская, при губе Святухе Онежского озера                                           | 17                                           | 5                     | 24                    | 6                     | 40                    |
| 55 | Горская (Костина), при озере Космозере                                                | 16                                           | 7                     | 64                    | 12                    | 68                    |
| 56 | Медведева, при озере Космозере                                                        | 15                                           | 10                    | 67                    | 16                    | 88                    |
| 57 | Региматка (с выселком Лыковщина), при губе Святухе Онежского озера                    | 18                                           | 14                    | 81                    | 20                    | 107                   |
| 58 | Нижнее Мягрозеро (Паникова), при озере Нижнем Мягрозере                               | 20                                           | 7                     | 48                    | 9                     | 53                    |
| 59 | Фартакона (Мехтюлева), при озере Верхнем Мягрозере                                    | 20                                           | 1                     | 7                     | 1                     | 9                     |
| 60 | Верхнее Мягрозеро (Куричкина), при озере Верхнем Мягрозере                            | 21                                           | 6                     | 25                    | 8                     | 73                    |
| 61 | Пурдега, при озере Нижнем Мунозере                                                    | 26                                           | 7                     | 54                    | 9                     | 62                    |
| 62 | Пигмозеро, при озере Пигмозере                                                        | 25                                           | 5                     | 21                    | 2                     | 17                    |
| 63 | Уницы (Лесопильный завод), при Уницкой губе Онежского озера                           | 33                                           |                       |                       | 37                    | 163                   |

## Религия
За православной общиной на территории общества — Кажемским приходом Повенецкого благочиния — числились следующие культовые постройки:
- Церковь трёх святителей в Кажме — деревянная постройка около 1874 года, не сохранилась.
- Часовня Святого Георгия в Кефтеницах — деревянная постройка второй половины XVII века,  Объект культурного наследия № 1010020000№ 1010020000.
- Часовня великомученицы Варвары в Часовенской — деревянная постройка 1750 года,  Объект культурного наследия № 1010039000№ 1010039000, сгорела в 2012 году.
- Часовня великомученицы Варвары в Варнежгубе — деревянная постройка около 1910 года, не сохранилась.
- Часовня введения во храм Богородицы в Медведеве — деревянная постройка конца XVII — начала XVIII веков[5], не сохранилась.
- Часовня великомученицы Параскевы в Региматке — деревянная постройка второй половины XVIII — первой четверти XIX веков[6],  Объект культурного наследия № 1030808000№ 1030808000.

Культовые сооружения в деревнях общества, расположенных в окрестностях Уницкой губы Онежского озера, относились к Мелойгубскому приходу:
- Преображенская церковь в Унице — деревянная постройка 1914 года, не сохранилась.
- Часовня святителя Николая в Мелойгубе — деревянная постройка первой половины XVIII века[7],  Объект культурного наследия № 1001453000№ 1001453000.
- Часовня усекновения главы Иоанна Предтечи в Пигмозере — деревянная постройка второй половины XIX века[8] на основе сруба старого амбара, не сохранилась.

К Карас-Озерскому приходу относилась часовня Успения Богородицы в Пурдеге — деревянная постройка около 1790—1840 годов,  Объект культурного наследия № 1040205000, руинирована.
Несколько часовен относилось к Шунгскому приходу:
- Часовня Ильи Пророка и Покрова Богородицы в Глухой — деревянная постройка около 1790—1820 годов, не сохранилась.
- Часовня Святых Флора и Лавра в Фомине — деревянная постройка около 1864 года,  Объект культурного наследия № 1040038000№ 1040038000, руинирована.
- Часовня святителя Василия Великого в Горах у Мельницы — деревянная постройка 1800 года, не сохранилась.
- Часовня Воздвижения Святого Креста в Горах у Мельницы — деревянная постройка около 1824 года, не сохранилась.